# Длиннохвостая сумчатая крыса
Длиннохвостая сумчатая крыса (лат. Murexia longicaudata) — единственный вид из рода новогвинейских сумчатых крыс семейства хищные сумчатые. Эндемик Новой Гвинеи.

## Распространение
Вид широко распространён на территории острова Новая Гвинея (Индонезия и Папуа — Новая Гвинея), кроме того, встречается на островах Ару (Индонезия) и Япен (Индонезия). Обитает на высоте от 600 до 2000 метров над уровнем моря.
Естественная среда обитания — влажные горные тропические леса.

## Внешний вид
Между самцами и самками существует половой диморфизм. Вес взрослого самца колеблется от 114 до 434 г, самки — от 57 до 88 г. Длина тела с головой варьирует от 105 до 285 мм, хвоста — от 145 до 283 мм. Волосяной покров короткий и густой. Спина серо-бурая, брюхо — беловатое. Хвост длинный и тонкий, покрыт короткими и редкими волосами. На кончике волосы подлиннее. Череп массивный. На задних конечностях имеется первый палец.

## Образ жизни
Ведут древесный образ жизни. Активность приходится на день. Хищники.

## Размножение
Биология вида изучена плохо. У самки имеется две пары сосков. Средняя продолжительность беременности — 19,5 дней.